# Карреньо, Хайме
Ха́йме Мати́ас Карре́ньо Ли-Чонг (исп. Jaime Matías Carreño Lee-Chong; 3 марта 1997 года, Реколета, Чили) — чилийский футболист, играющий на позиции полузащитника. Ныне выступает за чилийский клуб «Универсидад Католика».

## Клубная карьера
Воспитанник клуба «Универсидад Католика». С 2015 года - игрок основной команды. 6 сентября 2015 года дебютировал в чилийской Примере в поединке против «Унион Ла-Калера», выйдя на замену на 70-й минуте вместо Кристиана Браво. Всего в дебютном сезоне провёл 18 встреч, забил 1 мяч, 23 апреля 2016 года поразив ворота «Универсидад де Чили». Был игроком стартового состава. В следующем сезоне место в основе потерял. Летом 2017 года ушёл в аренду в другой чилийский клуб «Эвертон». 29 июля 2017 года дебютировал за него в поединке против «Депортес Икике».

## Карьера в сборной
В составе сборной Чили до 17 лет принимал участие в чемпионате Южной Америки по футболу среди юношеских команд 2013 года, провёл на турнире три встречи. Также принимал участие в чемпионате Южной Америки 2017 года среди молодёжных команд. В турнире вышел на поле лишь единожды.